# Grace Park (golf)
Pour les articles homonymes, voir Park.
Grace Park, née Park Ji-eun le 6 mars 1979 à Séoul, est une golfeuse sud-coréenne.

## Biographie
Après avoir rejoint Hawaï à 12 ans puis l'Arizona, elle rejoint l'université d'État de l'Arizona puis l'« Ewha Womans University » dont elle est diplômée.
Elle connait ses premiers succès en amateur, remportant à deux reprises le titre de joueuse de l'année, en 1994 et 1996. Elle remporte l'un des plus grands tournoi du monde amateur féminin, l'Open américain amateur 1998.
Elle partage également la neuvième place lors de l'US Open.
Passée professionnelle, elle rejoint le Futures Tour où elle remporte cinq des dix tournois auxquels elle participe, obtenant ainsi, par sa première au classement des gains, son laissé passé pour rejoindre le LPGA Tour.
Dès sa première saison, elle remporte un premier titre. Durant les trois années suivantes, elle remporte au moins un tournoi, dont son premier majeur lors du Kraft Nabisco Championship de 2004. Lors de cette saison, elle remporte le « Vare Trophy », trophée récompensant la joueuse avec la moyenne de score la plus basse sur l'ensemble de la saison.
Sa carrière est ensuite perturbée par des blessures, au dos et au cou.